# Forest Green Rovers Football Club
Pour les articles homonymes, voir FGR.
Maillots
Actualités
Le Forest Green Rovers Football Club (FGR) est un club de football anglais basé à Nailsworth.
Le club évolue en National League (cinquième  division anglaise).

## Repères historiques
- En 1889 fondation du club sous le nom de « Nailsworth & Forest Green FC ».
- En 2017 pour la première fois de son histoire accession du club en League Two (quatrième division anglaise).
- En 2022 accession du club en League One (troisième division anglaise).
- En 2023 le club est relégué en League Two (quatrième division anglaise)
- En 2024 le club est relégué en National League (cinquième division anglaise)

## Histoire

### Lente ascension
Basé à Nailsworth (Gloucertershire), le club de Forest Green Rovers est fondé en 1889 sous le nom de Nailsworth & Forest Green Rovers. Le club navigue dans les championnats régionaux pendant de nombreuses années, atteignant la 8e division anglaise au début des années '80. 
A cette période, le club change brièvement son appellation en Stroud FC en 1989. Après être revenu au nom de Forest Green Rovers, le club remporte successivement la Southern League (D7) en 1996-1997, puis la Southern Premier Division (D6) en 1997-1998 et monte en Conference. 
Les Rovers peinent et terminent la saison 2004-2005 en position de relégable, mais sont repêchés à la suite de la défection de Northwich Victoria. L'histoire se reproduit en 2009-2010, mais ce sont cette fois les ennuis financiers du Salisbury FC qui sauvent le club d'une relégation.

### L'arrivée de Dale Vince
En 2010, le président d'Ecotricity Dale Vince reprend les Forest Green Rovers, avec l'ambition de le faire grandir tout en respectant la nature. Ses premières mesures ont consisté au retrait de la vente de produits issus de la viande dans l'enceinte du stade, traiter le terrain avec des engrais bio, ainsi que le retrait de la viande rouge du régime des joueurs. Par ailleurs, il fait installer 180 panneaux solaires sur le toit du stade, ainsi qu'un système de récupération de l'eau de pluie. L'ambition est de devenir le premier club vegan au monde, et de sensibiliser le public à la cause environnementale. L'entrepreneur ne s'arrête pas là, et a pour ambition d'intégrer un nouveau stade de 5 000 places fait de bois dans un complexe écoresponsable, devant à terme accueillir plusieurs terrains, un gymnase et une clinique. 
Sportivement, le club se qualifie pour la première fois pour les playoffs pour la montée en League Two (quatrième division) en finissant le championnat à la cinquième place en 2014-2015. Ils sont cependant éliminés au stade des demi-finales par les Bristol Rovers (3-0). En 2015-2016, ils finissent cette fois le championnat à la deuxième place, et se qualifient pour la finale à Wembley après avoir écarté Dover Athletic (2-1). Mais les Rovers sont défaits en finale par Grimsby (3-1), qui est promu. La troisième tentative est la bonne : après une saison terminée à la troisième place du classement, Forest Green Rovers élimine Dagenham & Redbridge en demi-finale (3-1), puis bat Tranmere Rovers en finale (3-1). Le club est donc promu en League Two (quatrième division) pour la première fois de son histoire, et la ville de Nailsworth (5 800 habitants) devient la plus petite ville de l'histoire à accueillir un club professionnel anglais.

### League Two et professionnalisme
La première saison professionnelle du club est délicate, le club finissant avec un seul point d'avance sur Accrington, premier descendant. La suivante est beaucoup plus convaincante : en 2018-19, les Rovers finissent à la cinquième place du classement et se qualifient pour les playoffs. Battus à Tranmere Rovers (1-0), ils ne parviennent pas à redresser la barre, et font match nul chez eux (1-1). 
La saison 2019-2020 est arrêtée le 13 mars 2020 en raison de l'épidémie de Covid-19 frappant le monde entier. La League Two n'a pas repris, au contraire des deux premières divisions, et les classements sont figés. Forest Green termine à la dixième place, avec un match de moins.
À l'issue de la saison 2021-2022, Forest Green Rovers est promu en League One (troisième division anglaise), remportant le titre,.

### Deux relégations successives
La première saison en League One s'annonce compliquée pour le club. Il se classe dernier avec six victoires et est donc relégué en League Two,.
Après avoir été relégué en League Two, le club traverse une nouvelle saison difficile et se retrouve relégué cette fois-ci en National League pour la première fois en sept ans,,.

## Identité visuelle

Ancien logo
Logo actuel

## Palmarès
- League Two (1)
  - Champion : 2022

- FA Trophy :
  - Finaliste : 1999, 2001

## Anciens joueurs
- Paul Warhurst
- Isaiah Rankin